# 许愿神龙
《许愿神龙》（英語：Wish Dragon）是一部2021年中美合拍创作3D动画电影，由索尼影视动画、腾讯影业文化传播、北京耀莱影视文化传媒、上海倍视文化传媒等公司制作，克里斯·艾伯翰斯执导，在中国大陆由腾讯影业文化传播有限公司发行，于2021年1月15日上映，美国等国际市场则在2021年度由Netflix自家流媒体上线。

## 剧情
《许愿神龙》這部劇背景位于现代上海市一处工人阶级社区，有一位19岁大学生叫丁思齐，其身上梦想宏大但财力不足，并且心里还想念着早已分散的童年女友王俐娜。有一天，丁思齐找到一个旧茶壶，然后从该茶壶里面意外召唤出来一条能够授予愿望的神龙，丁思齐从此获得了跟王俐娜再次见面的好机会。

## 角色名單
| 角色                | 配音                           | 配音                  | 配音                  | 配音                  |
| 角色                | 美国                           | 中国大陆              | 香港                  | 台灣                  |
| ------------------- | ------------------------------ | --------------------- | --------------------- | --------------------- |
| 神龙（Long）        | 约翰·赵 馬克斯·查爾斯（幼年）  | 成龙                  | 陳嬌                  | 夏治世                |
| 丁思齐（Din）       | 黃吉米 陳琦燁（幼年）          | 牛骏峰 绍蔚（幼年）   | 譚禹晉 陳晞爾（幼年） | 蔣鐵城 吳宇鳴（幼年） |
| 王俐娜（Lina）      | 刘承羽 艾丽莎·阿比埃拉（幼年） | 薇薇安 周莘迪（幼年） | 葉嘉敏 李芯怡（幼年） | 陳貞伃 孫語彤（幼年） |
| 丁妈妈（Mrs. Song） | 吳恬敏                         | 苏柏丽                | 許盈                  | 雷碧文                |
| 王爸爸（Mr. Wang）  | 李威尹                         | 赵铭洲                | 李家輝                | 宋克軍                |
| 矮个（Short Goon）  | 歐陽萬成                       | 张博恒                | 賈澤麟                | 張至超                |
| 头目（Pockets）     | 艾伦·柳                        | 刺儿                  | 陳旭恆                | 王辰驊                |
| 琵琶神（Pipa God）  | 钱信伊                         | 刘若班                | 李建良                | 陳幼文                |
| 小陈（Buckley）     | 尼科桑托斯                     | 陈喆                  | 黎景全                | 鈕凱暘                |
| 高个（Tall Goon）   | 鲍比·李                        | 杨洋徉                | 蔡忠衛                | 陳幼文                |

## 評價
《許願神龍》獲得好壞參雜的評價，爛蕃茄,根據25條專業評論，獲得68%新鮮度，平均分數6.1/10 Metacritic根據6條評論，獲得加權平均分數59分（滿分100分），代表「褒貶不一或中庸」。

## 奖项
| 年份 | 颁奖典礼             | 奖项       | 名稱         | 结果 |
| ---- | -------------------- | ---------- | ------------ | ---- |
| 2021 | 第34届中国电影金鸡奖 | 最佳美术片 | 《许愿神龙》 | 提名 |